# 堺太陽光発電所
堺太陽光発電所（さかいたいようこうはつでんしょ）は、大阪府堺市西区にある関西電力の太陽光発電所。関西電力（建設・運営）と堺市（普及啓発事業）の共同実施。初の電力会社による大規模太陽光発電所。

## 概要
- 所在地：大阪府堺市西区築港新町4丁（大阪府所有 堺第7-3区産業廃棄物埋立処分場内）
  - 北緯34度34分56.7秒 東経135度24分27.9秒 / 北緯34.582417度 東経135.407750度座標: 北緯34度34分56.7秒 東経135度24分27.9秒 / 北緯34.582417度 東経135.407750度
- 総出力：1万kW

## 発電設備
- 面積：約20ha
- パネル枚数：約7万4000枚（シャープ製）
- 発電出力：1万kw
- 年間発電電力：約1,100万kwh
- 年間二酸化炭素削減量：約4千t
- 運転開始：2011年（平成23年）9月7日

第一区画及び第二区画はそれぞれ2010年10月と2011年3月に運転開始し、2011年9月に全面運転を開始した。

## 経緯
- 1974年：堺第7-3区埋立て処分事業開始
- 2006年：廃棄物等受入埋立終了。
- 2008年：堺第7-3区土地利用計画策定。
- 2009年11月24日：工事着工。
- 2010年10月5日：第1区画 営業運転開始（2,850kW、南西区画Lポンド）
- 2011年3月8日：第2区画 営業運転開始（3,450kW、南東区画Kポンド）
- 2011年9月7日：第3区画 営業運転開始（3,700kW、北区画のPポンド）